# Holcobius major
Holcobius major är en skalbaggsart som beskrevs av Sharp 1881. Holcobius major ingår i släktet Holcobius och familjen trägnagare. Inga underarter finns listade i Catalogue of Life.